# Sexy Sadie
〈Sexy Sadie〉는 1968년 음반 《The Beatles》의 영국의 록 밴드 비틀즈의 곡이다. 이 곡은 존 레논에 의해 작곡되었고 레논-매카트니에게 표기되었다.

## 참여 인원
- 존 레논 - 리드와 하모니 보컬, 리듬 기타, 해먼드 오르간
- 조지 해리슨 - 리드 기타, 백 보컬
- 폴 매카트니 - 피아노, 베이스 기타, 백 보컬
- 링고 스타 - 드럼, 탬버린